# París-Tours 2016
La 110.ª edición de la París-Tours fue una carrera ciclista que se disputó el 9 de octubre de 2016 a través de un recorrido de 252,5 km entre los municipios de Dreux y Tours, Francia.
Hizo parte del UCI Europe Tour en su máxima categoría 1.HC.
El ganador final fue el colombiano Fernando Gaviria (Etixx-Quick Step) después de realizar un ataque en el sprint final a 500 metros de meta. La segunda posición fue para Arnaud Démare (FDJ) y la tercera para Jonas Van Genechten (IAM Cycling).
Adicionalmente, también se corrió en el mismo día la París-Tours sub-23 (oficialmente París-Tours Espoirs) que es una carrera con un recorrido similar pero limitada a corredores sub-23, el ganador de esta edición fue Arvid de Kleijn.

## Recorrido
La París-Tours dispuso de un recorrido total de 252,5 kilómetros iniciando desde Dreux en la región de Eure-et-Loir hasta finalizar en la avenida de Grammont de la ciudad de Tours.

## Equipos participantes
Tomaron parte en la carrera 24 equipos: 13 de categoría UCI ProTeam invitados por la organización; 8 de categoría Profesional Continental; y 3 de categoría Continental. Formando así un pelotón de 188 ciclistas de los que acabaron 178. Los equipos participantes fueron:
| WorldTeams (13)- Etixx-Quick Step - BMC Racing Team - AG2R La Mondiale - Astana - FDJ - Dimension Data - IAM Cycling - Lotto-Soudal - Orica-BikeExchange - Giant-Alpecin - Lotto NL-Jumbo - Katusha - Sky Equipos continentales profesionales (8)- Bora-Argon 18 - Cofidis, Solutions Crédits - Delko-Marseille Provence-KTM - Direct Énergie - Fortuneo-Vital Concept - Roompot-Oranje Peloton - Topsport Vlaanderen-Baloise - Wanty-Groupe Gobert Equipos continentales (3)- Armée de terre - Roubaix Métropole européenne de Lille - HP BTP-Auber 93 |
| |

## Clasificación final
- Las clasificaciones finalizaron de la siguiente forma:[7]

| \| Clasificación general \| Clasificación general \| Clasificación general \| Clasificación general \| Clasificación general \| \| Ciclista \| Ciclista \| Equipo \| Tiempo \| \| \| --------------------- \| --------------------- \| ------------------------------------- \| --------------------- \| --------------------- \| \| 1.º \| Fernando Gaviria \| Etixx-Quick Step \| 5 h 22 min 03 s \| \| \| 2.º \| Arnaud Démare \| FDJ \| + 0 s \| \| \| 3.º \| Jonas Van Genechten \| IAM Cycling \| + 0 s \| \| \| 4.º \| Matteo Trentin \| Etixx-Quick Step \| + 0 s \| \| \| 5.º \| Bryan Coquard \| Direct Énergie \| + 0 s \| \| \| 6.º \| Mark Cavendish \| Dimension Data \| + 0 s \| \| \| 7.º \| Nacer Bouhanni \| Cofidis, Solutions Crédits \| + 0 s \| \| \| 8.º \| Jens Debusschere \| Lotto-Soudal \| + 0 s \| \| \| 9.º \| Luka Mezgec \| Orica-BikeExchange \| + 0 s \| \| \| 10.º \| Jean-Pierre Drucker \| BMC Racing Team \| + 0 s \| \| \| 11.º \| Zico Waeytens \| Giant-Alpecin \| + 0 s \| \| \| 12.º \| Roy Jans \| Wanty-Groupe Gobert \| + 0 s \| \| \| 13.º \| Rudy Barbier \| Roubaix Métropole européenne de Lille \| + 0 s \| \| \| 14.º \| Romain Feillu \| HP BTP-Auber 93 \| + 0 s \| \| \| 15.º \| Sam Bennett \| Bora-Argon 18 \| + 0 s \| \| \| 16.º \| Kristian Sbaragli \| Dimension Data \| + 0 s \| \| \| 17.º \| Jesper Asselman \| Roompot-Oranje Peloton \| + 0 s \| \| \| 18.º \| Fabian Lienhard \| BMC Racing Team \| + 0 s \| \| \| 19.º \| Aleksandr Porsev \| Katusha \| + 0 s \| \| \| 20.º \| Jacopo Guarnieri \| Katusha \| + 0 s \| \| |                     |                                       |                 |
| |                     |                                       |                 |
| Fuentes: ProCyclingStats Cycling Archives |                     |                                       |                 |
| Clasificación general |                     |                                       |                 |
| Ciclista | Ciclista            | Equipo                                | Tiempo          |
| 1.º | Fernando Gaviria    | Etixx-Quick Step                      | 5 h 22 min 03 s |
| 2.º | Arnaud Démare       | FDJ                                   | + 0 s           |
| 3.º | Jonas Van Genechten | IAM Cycling                           | + 0 s           |
| 4.º | Matteo Trentin      | Etixx-Quick Step                      | + 0 s           |
| 5.º | Bryan Coquard       | Direct Énergie                        | + 0 s           |
| 6.º | Mark Cavendish      | Dimension Data                        | + 0 s           |
| 7.º | Nacer Bouhanni      | Cofidis, Solutions Crédits            | + 0 s           |
| 8.º | Jens Debusschere    | Lotto-Soudal                          | + 0 s           |
| 9.º | Luka Mezgec         | Orica-BikeExchange                    | + 0 s           |
| 10.º | Jean-Pierre Drucker | BMC Racing Team                       | + 0 s           |
| 11.º | Zico Waeytens       | Giant-Alpecin                         | + 0 s           |
| 12.º | Roy Jans            | Wanty-Groupe Gobert                   | + 0 s           |
| 13.º | Rudy Barbier        | Roubaix Métropole européenne de Lille | + 0 s           |
| 14.º | Romain Feillu       | HP BTP-Auber 93                       | + 0 s           |
| 15.º | Sam Bennett         | Bora-Argon 18                         | + 0 s           |
| 16.º | Kristian Sbaragli   | Dimension Data                        | + 0 s           |
| 17.º | Jesper Asselman     | Roompot-Oranje Peloton                | + 0 s           |
| 18.º | Fabian Lienhard     | BMC Racing Team                       | + 0 s           |
| 19.º | Aleksandr Porsev    | Katusha                               | + 0 s           |
| 20.º | Jacopo Guarnieri    | Katusha                               | + 0 s           |

## UCI Europe Tour
La París-Tours otorga puntos para el UCI Europe Tour 2016, para corredores de equipos en las categorías UCI ProTeam, Profesional Continental y Equipos Continentales. La siguiente tabla corresponde al baremo de puntuación:
| Posición   | 1.º | 2.º | 3.º | 4.º | 5.º | 6.º | 7.º | 8.º | 9.º | 10.º | 11.º | 12.º | 13.º | 14.º | 15.º |
| Puntuación | 100 | 70  | 40  | 30  | 25  | 20  | 15  | 10  | 9   | 8    | 7    | 6    | 5    | 4    | 3    |

| Clasificación | Clasificación       | Clasificación      | Clasificación |
| Posición      | Ciclista            | Equipo             | Puntos        |
| ------------- | ------------------- | ------------------ | ------------- |
| 1.º           | Fernando Gaviria    | Etixx-Quick Step   | 100           |
| 2.º           | Arnaud Démare       | FDJ                | 70            |
| 3.º           | Jonas Van Genechten | IAM Cycling        | 40            |
| 4.º           | Matteo Trentin      | Etixx-Quick Step   | 30            |
| 5.º           | Bryan Coquard       | Direct Énergie     | 25            |
| 6.º           | Mark Cavendish      | Dimension Data     | 20            |
| 7.º           | Nacer Bouhanni      | Cofidis            | 15            |
| 8.º           | Jens Debusschere    | Lotto-Soudal       | 10            |
| 9.º           | Luka Mezgec         | Orica-BikeExchange | 9             |
| 10.º          | Jean-Pierre Drucker | BMC                | 8             |

Además, también otorgó puntos para el UCI World Ranking (clasificación global de todas las carreras internacionales).
| Posición   | 1º  | 2º  | 3º  | 4º  | 5º | 6º | 7º | 8º | 9º | 10º |
| Puntuación | 200 | 150 | 125 | 100 | 85 | 70 | 60 | 50 | 40 | 35  |

| Clasificación | Clasificación       | Clasificación      | Clasificación |
| Posición      | Ciclista            | Equipo             | Puntos        |
| ------------- | ------------------- | ------------------ | ------------- |
| 1.º           | Fernando Gaviria    | Etixx-Quick Step   | 200           |
| 2.º           | Arnaud Démare       | FDJ                | 150           |
| 3.º           | Jonas Van Genechten | IAM Cycling        | 125           |
| 4.º           | Matteo Trentin      | Etixx-Quick Step   | 100           |
| 5.º           | Bryan Coquard       | Direct Énergie     | 85            |
| 6.º           | Mark Cavendish      | Dimension Data     | 70            |
| 7.º           | Nacer Bouhanni      | Cofidis            | 60            |
| 8.º           | Jens Debusschere    | Lotto-Soudal       | 50            |
| 9.º           | Luka Mezgec         | Orica-BikeExchange | 40            |
| 10.º          | Jean-Pierre Drucker | BMC                | 35            |